# AC Sparta Praha (wielerploeg)
AC Sparta Praha is een Tsjechische continentale wielerploeg, uitkomend in de continentale circuits van de UCI. De wielerploeg is een onderdeel van voetbalclub Sparta Praag. In 2021 en 2023 maakte de ploeg een stap terug naar het amateurcircuit.